# Curtis Cokes
Curtis Cokes est un boxeur américain né le 15 juin 1937 à Dallas (Texas) et mort dans la même ville le 29 mai 2020.

## Carrière
Passé professionnel en 1958, Curtis Cokes remporte le 28 novembre 1966 le titre de champion du monde des poids welters laissé vacant par Emile Griffith en battant aux points Jean Josselin.
Curtis Cokes conserve 5 fois ce titre entre 1966 et 1969 avant de s'incliner face à José Nápoles le 18 avril 1969 (abandon à l'appel de la 14e reprise). Il perd également le combat revanche organisé le 29 juin 1969, cette fois au 10e round.

## Distinction
- Curtis Cokes est membre de l'International Boxing Hall of Fame depuis 2003.